# Megachile yasumatsui
Megachile yasumatsui is een vliesvleugelig insect uit de familie Megachilidae. De wetenschappelijke naam van de soort is voor het eerst geldig gepubliceerd in 1974 door Hirashima.